# Confrérie des Prêtres de Laval
La Confrérie des Prêtres de Laval est une confrérie religieuse établie à Laval au XIIIe siècle. Elle se situe comme une des premières confréries, annonçant  par exemple la Confrérie des Marchands d'Outre-Mer à Vitré.

## Historique
Cette confrérie prend naissance à Laval en 1270, dont le seigneur est alors Guy VIII de Laval. Il existe alors fort peu d'exemples de ce type dans l'Église. Elle prend le nom de Confrérie des Prêtres, qui devient une des premières Confrérie de pénitents.
Malgré son appellation, cette confrérie n'est pas composée de prêtres uniquement; les laïques des deux sexes pouvant en faire partie. Son but, d'un intérêt égal pour tous les fidèles, est de prier et de faire prier pour le repos éternel des âmes des associés. 
Elle est érigée dans l'église de Notre-Dame du Bourg-Chevrel ; et s'étend progressivement en dehors de la cité de Laval. Ainsi, des chrétiens de diverses parties du diocèse et même plus éloignés s'y font admettre. 
Régulièrement approuvée en 1580 par Grégoire XIII, elle a, après avoir subi quelques modifications, reçu une nouvelle approbation du Saint-Siège, qui l'a enrichie de plusieurs indulgences. Jusqu'au XIXe siècle, elle compte de nombreux associés.
La Collégiale Saint-Tugal de Laval ayant été détruite, la Confrérie fut transférée dans l'église de la Trinité en 1803. Elle a pour but spécial de procurer des prières aux membres (ecclésiastiques et laïques) qui viennent à décéder.
Isidore Boullier persuadé que les confréries sont un des moyens les plus propres à entretenir l'esprit de piété et de charité, remet sur pied celles dépendantes de sa paroisse : celle du Saint-Sacrement et celle des Prêtres. La dernière est, à sa sollicitation, enrichie de nombreuses indulgences. Il rédigea un nouveau règlement qui, ayant été adopté en assemblée générale de la Confrérie, et approuvé par l'Évêque du Mans, fut présenté au Pape. Par un induit du 5 avril 1842, le Pape approuva le règlement et accorda diverses indulgences. Plus tard, par un bref en date du 26 du même mois, le Pape accorda aux prêtres, membres de la dite Confrérie, la faculté de l'autel privilégié personnel, trois fois par semaine, à quelque autel et dans quelque église qu'ils célèbrent.

## Statuts
- STATUTS DE LA CONFRÉRIE DES PRÊTRES ÉRIGÉE EN L'EGLISE COLLEGIALE DE S.-TUGAL DE LAVAL. Confirmée par Notre Saint Père le Pape Grégoire XIII l'an de grâce 1580. Avec l'office des morts, à l'usage des confrères de ladite confrérie. A Angers, Chez Louis-Charles Barrière, imprimeur libraire, rue S.-Laud, à la Science. 1748. Avec approbation. Petit in-4° de trois feuillets non chiffrés pour le titre et l'avertissement de cette nouvelle édition ; et 84 pages de texte [2];
- STATUTS DE LA CONFRÉRIE DES PRÊTRES, érigée en l'église collégiale de S. Tugal de Laval, confirmée par Notre Saint Père le Pape Grégoire XIII, l'an de grâce 1580. Avec l'office des Morts. A l'usage des confrères de la dite confrérie. Première édition latine et française. Au Mans, chez Charles Monnoyer, Imprimeur du roi, de Monsieur et de Monseigneur l'Evêque. 1781. Avec approbation. In-12 de quatre feuillets non chiffrés mais qui comptent cependant pour huit pages dans la pagination totale, soit 167 pages [3] ;